# Пек Син Пок
Пек Син Пок (нар. 20 січня 1974) — колишній південнокорейський тенісист.
Найвищу одиночну позицію світового рейтингу — 587 місце досяг 10 січня 2000, парну — 669 місце — 14 липня 200 року.

## Фінали ATP Челленджер/Туру ITF

### Одиночний розряд: 1 (1–0)
| Результат | В-П | Дата     | Турнір         | Рівень  | Покриття | Суперник     | Рахунок       |
| --------- | --- | -------- | -------------- | ------- | -------- | ------------ | ------------- |
| Перемога  | 1–0 | Тра 1999 | Корея F2, Сеул | Ф'ючерс | Ґрунт    | Лі Хьон Тхек | 3–6, 6–2, 6–2 |

### Парний розряд: 1 (0–1)
| Результат | В-П | Дата     | Турнір                     | Рівень     | Покриття | Партнер        | Суперники                     | Рахунок  |
| --------- | --- | -------- | -------------------------- | ---------- | -------- | -------------- | ----------------------------- | -------- |
| Поразка   | 0–1 | Чер 2003 | Busan Open, Південна Корея | Челленджер | Тверде   | Park Seung-kyu | Мацуї Тосіхіде Онода Мітіхіса | 1–6, 3–6 |